# Acoetidae
Acoetidae ist der Name einer Familie langer, röhrenbildender, räuberischer Vielborster (Polychaeta), die in Meeren weltweit zu finden sind.

## Merkmale
Die Vielborster der Familie Acoetidae haben zahlreiche Segmente und werden bis zu 30 cm lang und 4 cm breit. Sie leben in faserigen Röhren aus langen seidenartigen Chitinfäden, die von Spinndrüse der Segmente abgeschieden und spiralig verwoben werden. Anders als bei allen anderen Röhrenwürmern fehlt diesen Röhren eine häutige Abgrenzung.
Die Acoetidae haben einen wohl entwickelten Kopf, bei dem das Prostomium und das erste tentakeltragende Segment mehr oder weniger verschmolzen sind und an dem lange, gelenklose Palpen, laterale und mediane Antennen, 2 Paar Tentakel-Cirren und Augen sitzen. Die bei manchen Arten sehr großen Augen können direkt auf dem Kopf oder vorn auf vorragenden Ommatophoren sitzen. Ein Paar Nuchalorgane ist vorhanden. Das Peristomium wird lediglich von den Lippen um den Mund herum gebildet und ist vom ersten Segment umgeben, dessen Parapodien denen der anderen Segmente ähneln, aber mit der Basis des Prostomiums verschmolzen sind. Die Neuropodien sind deutlich länger als die Notopodien. Wie bei anderen Aphroditiformia (darunter Polynoidae und Aphroditidae) sitzen auch bei den Acoetidae an zahlreichen Segmenten an Stelle der dorsalen Cirren als Elytren bezeichnete paarige schuppenartige Strukturen, doch sind ventrale Cirren stets vorhanden. Am Pygidium sitzt ein Paar Cirren.
Der ausstülpbare, muskulöse, axiale Pharynx trägt zwei Paar dorsoventral ausgerichtete Kiefer, und um den Mund sitzen Endpapillen. Eine Kehlmembran fehlt, und der Darm hat Blindsäcke. Metanephridien sind vorhanden.

## Verbreitung, Lebensweise und Beispielarten
Die Acoetidae sind in allen Meeren mit Ausnahme arktischer und antarktischer Gewässer von der unteren Gezeitenzone bis in Tiefen von etwa 1500 m verbreitet.
Die Tiere sind Fleischfresser, die ihre Beute mit ihren Kiefern packen, indem sie ihre Wohnröhre teilweise verlassen und sich dann wieder in diese samt Beute zurückziehen.
Die Acoetidae sind getrenntgeschlechtlich, produzieren also entweder Spermien oder große dotterreiche Eier, doch ist ihr Paarungsverhalten ebenso unbekannt wie ihre larvale Entwicklung.
Eine vergleichsweise gut untersuchte Art der Acoetidae ist der unter anderem im Mittelmeer verbreitete Polyodontes maxillosus, der mit seinen Kiefern auch nach Fischködern schnappt.

## Gattungen
Die Familie Acoetidae wird in 11 Gattungen unterteilt:
- Acoetes Audouin & Milne Edwards, 1832
- Euarche Ehlers, 1887
- Eupanthalis McIntosh, 1876
- Eupolyodontes Buchanan, 1894
- Eupompe Kinberg, 1855
- Neopanthalis Strelzov, 1968
- Panthalis Kinberg, 1856
- Polyodontes Blainville, 1828
- Pseudeupanthalis Fauvel, 1957
- Restio Moore, 1903
- Zachsiella Buzhinskaja, 1982